# Let's Get Physical
| Críticas profissionais | Críticas profissionais |
| Avaliações da crítica  | Avaliações da crítica  |
| Fonte                  | Avaliação              |
| ---------------------- | ---------------------- |

Let's Get Physical é o álbum de estréia do cantor Elephant Man produzido por Bad Boy Entertainment e lançado em 2008.

Este álbum ganhou o prêmio Grammy de Melhor Álbum de Reggae na cerimônia do Grammy Awards em fevereiro de 2009.

## Faixas
O álbum Let's Get Physical possui duração de cinquenta minutos e cinco segundos dividivos em quatorze faixas:
O primeiro single chamado "Five-O", possui recursos de Wyclef Jean.
O segundo single "Jump", foi lançado em novembro e foi produzido por Swizz Beatz.
O single "Like a Snake", Elephant Man reutiliza a letra da música "Shake (Remix)" com o Ying Yang Twins e Pitbull.
O single Willie Bounce apareceu em várias mixtapes no início de 2006. Elephant Man reutiliza o início de "I Will Survive" de Gloria Gaynor.
| #  | Título                                                           | Produtor(es)                                   | Destaque convidado(s)                                  | Horário |
| -- | ---------------------------------------------------------------- | ---------------------------------------------- | ------------------------------------------------------ | ------- |
| 1  | "Drop Dead"                                                      | Stephen "Di Gênio", McGregor                   | 3:04                                                   |         |
| 2  | "Dem Nah Ready" (Não Está Pronto)                                | Marca Pinnock                                  | 3:41                                                   |         |
| 3  | Feel the Steam (Sentir o Vapor)                                  | Willie Daniels & André "Goldenchyl" Fennell    | Chris Brown                                            | 3:40    |
| 4  | "Throw Your Hands Up" (Jogue Suas Mãos Para Cima)                | Richard "Richie D" Martin E Willie Daniels     | Rihanna                                                | 3:19    |
| 5  | "Five-O"                                                         | Wyclef Jean                                    | Wyclef Jean E Diddy                                    | 4:39    |
| 6  | "Jump"                                                           | Swizz Beatz                                    | 3:08                                                   |         |
| 7  | "Back That Thing on Me (Shake That)"(Voltar o Pensamento em Mim) | Mario Winans                                   | Mario Winans                                           | 3:12    |
| 8  | "Our World" (O Nosso Mundo)                                      | Trevor "Baby G" James                          | Demarco                                                | 3:10    |
| 9  | "The Way We Roll" (A Forma Como Nós Fizemos)                     | Willie Daniels                                 | Busta Rhymes E Shaggy                                  | 4:11    |
| 10 | "Sweep the Floor" (Varrer o Chão)                                | Stephen "Di Gênio", McGregor                   | 3:19                                                   |         |
| 11 | "Body Talk" (O Corpo Fala)                                       | Willie Daniels, Co-produzido por Dwayne Shippy | Kat DeLuna & Jai Jai Do Conselho,                      | 4:04    |
| 12 | "Who Wanna" (O Que Eu Quero) Bonus                               | Swizz Beatz                                    | Swizz Beatz                                            | 3:09    |
| 13 | "Five-O (Remix)"                                                 | Wyclef Jean, Swizz Beatz                       | Wyclef Jean, Swizz Beatz, Assassino, Yung Joc, E Diddy | 4:05    |
| 14 | "Gully Creepa" Surpresa                                          | Sean 'Seannizzle' Reid                         | 3:26                                                   |         |

## Versão japonesa
O Lançamento japonês de "Let's Get Physical".
| #  | Título                      | Produtor(es)                               | Destaque convidado(s)                           | Horário |
| -- | --------------------------- | ------------------------------------------ | ----------------------------------------------- | ------- |
| 1  | "Ready Fi Di Video"         | Marca Pinnock                              | 3:45                                            |         |
| 2  | "Drop Dead"                 | Stephen McGregor                           | 3:07                                            |         |
| 3  | "The Way We Roll (Remix)"   | Cipha Sounds & Solitair                    | Busta Rhymes E Salsicha                         | 4:20    |
| 4  | "Willie Bounce"             | Rupert "Q45" Blake                         | 4:10                                            |         |
| 5  | "Throw Your Hands Up"       | Richard "Richie D" Martin E Willie Daniels | Rihanna                                         | 3:22    |
| 6  | "Five-0 (Principal)"        | Willie Daniels                             | Wyclef Jean E Diddy                             | 4:38    |
| 7  | "Gangster World"            | Troyton Rami                               | Rehka                                           | 3:01    |
| 8  | "Shake That A** is on Fire" | Rohan "Jah SnowCone" Fuller                | 3:38                                            |         |
| 9  | "That La La"                | Richard "Richie D" Martin                  | Mýa                                             | 2:48    |
| 10 | "Like a Snake"              | Richard "Richie D" Martin E Willie Daniels | Don Omar                                        | 3:22    |
| 11 | "Wave Ya Rag"               | Lil' Jon                                   | 3:42                                            |         |
| 12 | "Real Pimps"                | Troyton Rami                               | 3:20                                            |         |
| 13 | "Five-0 (Remix)"            | Willie Daniels                             | Wyclef Jean, Swizz Beatz, Assassino, & Yung Joc | 4:07    |